# Ismaïla Sarr
Ismaïla Sarr (Saint Louis, Senegal, 25 de febrero de 1998) es un futbolista senegalés. Juega como delantero y su equipo es el Crystal Palace F. C. de la Premier League de Inglaterra.

## Selección nacional
Con tan solo 20 años, jugó la Copa Mundial de Fútbol de 2018 disputada en Rusia con la selección de Senegal. No pudieron pasar de la primera fase, pero fue el mejor equipo africano del torneo. Volvió a acudir a una Copa del Mundo en 2022. En esta edición marcó en el último partido de la fase de grupos contra Ecuador el tanto inicial de la victoria que les permitió clasificarse para los octavos de final.

### Participaciones en Copas del Mundo
| Mundial                        | Sede  | Resultado        | Partidos | Goles |
| ------------------------------ | ----- | ---------------- | -------- | ----- |
| Copa Mundial de Fútbol de 2018 | Rusia | Fase de grupos   | 3        | 0     |
| Copa Mundial de Fútbol de 2022 | Catar | Octavos de final | 4        | 1     |

## Estadísticas

### Clubes
Actualizado al último partido disputado el 15 de diciembre de 2024.
| Club                            | Div.          | Temporada     | Liga  | Liga  | Copas nacionales | Copas nacionales | Copas internacionales | Copas internacionales | Total | Total |
| Club                            | Div.          | Temporada     | Part. | Goles | Part.            | Goles            | Part.                 | Goles                 | Part. | Goles |
| ------------------------------- | ------------- | ------------- | ----- | ----- | ---------------- | ---------------- | --------------------- | --------------------- | ----- | ----- |
| F. C. Metz Francia              | 1.ª           | 2016-17       | 31    | 5     | 2                | 0                | —                     | —                     | 33    | 5     |
| F. C. Metz Francia              | Total club    | Total club    | 31    | 5     | 2                | 0                | 0                     | 0                     | 33    | 5     |
| Stade Rennais Francia           | 1.ª           | 2017-18       | 24    | 5     | 3                | 0                | —                     | —                     | 27    | 5     |
| Stade Rennais Francia           | 1.ª           | 2018-19       | 35    | 8     | 6                | 1                | 9                     | 4                     | 50    | 13    |
| Stade Rennais Francia           | Total club    | Total club    | 59    | 13    | 9                | 1                | 9                     | 4                     | 77    | 18    |
| Watford F. C. Inglaterra        | 1.ª           | 2019-20       | 28    | 5     | 2                | 1                | —                     | —                     | 30    | 6     |
| Watford F. C. Inglaterra        | 2.ª           | 2020-21       | 39    | 13    | 1                | 0                | —                     | —                     | 40    | 13    |
| Watford F. C. Inglaterra        | 1.ª           | 2021-22       | 22    | 5     | 0                | 0                | —                     | —                     | 22    | 5     |
| Watford F. C. Inglaterra        | 2.ª           | 2022-23       | 39    | 10    | 0                | 0                | —                     | —                     | 39    | 10    |
| Watford F. C. Inglaterra        | Total club    | Total club    | 128   | 33    | 3                | 1                | 0                     | 0                     | 131   | 34    |
| Olympique de Marsella Francia   | 1.ª           | 2023-24       | 23    | 3     | 0                | 0                | 12                    | 2                     | 35    | 5     |
| Olympique de Marsella Francia   | Total club    | Total club    | 23    | 3     | 0                | 0                | 12                    | 2                     | 35    | 5     |
| Crystal Palace F. C. Inglaterra | 1.ª           | 2024-25       | 16    | 3     | 3                | 0                | —                     | —                     | 19    | 3     |
| Crystal Palace F. C. Inglaterra | Total club    | Total club    | 16    | 3     | 3                | 0                | 0                     | 0                     | 19    | 3     |
| Total carrera                   | Total carrera | Total carrera | 257   | 57    | 17               | 2                | 21                    | 6                     | 295   | 65    |

## Palmarés

### Títulos nacionales
| Título           | Club                 | País       | Año  |
| ---------------- | -------------------- | ---------- | ---- |
| Copa de Francia  | Stade Rennais F. C.  | Francia    | 2019 |
| FA Cup           | Crystal Palace F. C. | Inglaterra | 2025 |
| Community Shield | Crystal Palace F. C. | Inglaterra | 2025 |

### Títulos internacionales
| Título                    | Club (*)             | Sede    | Año  |
| ------------------------- | -------------------- | ------- | ---- |
| Copa Africana de Naciones | Selección de Senegal | Camerún | 2021 |

(*) Incluyendo la selección.